# MapReduce
MapReduce（マップリデュース）は、コンピュータ機器のクラスター上での巨大なデータセットに対する分散コンピューティングを支援する目的で、Googleによって2004年に導入されたプログラミングモデルである。
このフレームワークは関数型言語でよく使われるMap関数とReduce関数からヒントを得て作られているが、フレームワークにおけるそれらの用いられ方は元々のものと同じではない。
MapReduceのライブラリ群は、C++、C#、Erlang、Java、OCaml、Perl、Python、PHP、Ruby、F#、R言語、MATLAB等のプログラミング言語で実装されている。

## 概要
MapReduceは巨大なデータセットを持つ高度に並列可能な問題に対して、多数のコンピュータ（ノード）の集合であるクラスター（各ノードが同じハードウェア構成を持つ場合）もしくはグリッド（各ノードが違うハードウェア構成を持つ場合）を用いて並列処理させるためのフレームワークである。処理は、ファイルシステム（非構造的）もしくはデータベース（構造的）に格納されたデータに対して行うことができる。
Map ステップ - マスターノードは、入力データを受け取り、それをより細かい単位に分割し、複数のワーカーノードに配置する。受け取ったワーカーノードが、更に細かい単位に分割し、他の複数のワーカーノードに配置するという、より深い階層構造の分割を行うこともある。そして、各ワーカーノードは、その細かい単位のデータを処理し、処理結果を、マスターノードへと返す。
Reduce ステップ - 続いて、マスターノードが、Mapステップでの処理結果を集約し、目的としていた問題に対する答え（結果）を何らかの方法によって出力する。
MapReduceの特徴は、MapとReduceの各ステップで並列処理が可能なことである。それぞれのMap処理は、他のMap処理と完全独立であり、理論的に全て並列実行することができる（実際には、データソースやCPUの数により制限がかかる）。続くReduceステップでは、Mapステップでの処理結果がキーごとにまとめられてReduce処理に送られることになるが、これも同様に並列処理が可能である。
MapReduce による一連の処理は、逐次実行アルゴリズムと比較してしばしば非効率にみえるが、MapReduce は一般の汎用サーバが取り扱うことが可能なデータ量をはるかに超える大きなデータセットに対しても適用することができる。多数のサーバを持っていれば、MapReduce を使いペタバイト級のデータの並べ替えをわずか数時間で行うことも可能である。
また、処理が並列的であることで、複数あるサーバやストレージの一部に障害が起こり、Map処理やReduce処理が実行できないノードが発生した場合でも、入力データがまだ利用可能である場合は、処理を再スケジュールして実行させることが可能となる。これにより、障害に対して、しばしば処理継続中のリカバリーが可能になる。

## 関連事項
- Google
- BigTable
- エラー忘却型コンピューティング
- Hadoop